# نشانه کارنت
نشانه کارنت (انگلیسی: Carnett's sign) یافته‌ای در معاینه بالینی شکم است که در آن درد شکمی حاد در اثر کشش ماهیچه‌های دیواره شکم بدون تغییر مانده یا افزایش می‌یابد. برای اینکار کافی است از بیمار بخواهیم در حین درازکش روی تخت، سر و شانه‌های خود را از روی تخت بلند کند یا آنکه بدون خم کردن زانو، دو تا پاهای خود را به‌طور مستقیم بالا بیاورد. اگر این آزمون مثبت شود، بدان معناست که منبع درد در دیوارهٔ شکم (و نه در حفره شکمی) است؛ مثلاً هماتوم غلاف ماهیچهٔ مستقیم شکم (رکتوس) منبع درد است و نه آپاندیسیت. این نشانۀ پزشکی را نخستین بار جان برتون کارنت جراح آمریکایی در سال ۱۹۲۶ تشریح کرد.